# Grabtown, comitatul Johnston, Carolina de Nord
Grabtown este o comunitate mică agricolă, neîncorporată, specializată în creșterea tutunului, din comitatul Johnston, statul  Carolina de Nord,  Statele Unite ale Americii. Grabtown este amplasat aproape de Smithfield, la coordonatele 35°25′34″N 78°15′47″W / 35.426°N 78.263°V.
Acest Grabtown a fost locul de naștere al cunoscutei actrițe americane Ava Gardner, fiind menționat în cartea "Grabtown Girl", o biografie a actriței scrisă de Doris Cannon.